# Cyathea plicata
Cyathea plicata är en ormbunkeart som beskrevs av Lehnert. Cyathea plicata ingår i släktet Cyathea och familjen Cyatheaceae. Inga underarter finns listade.